# Lago de Taney
O Lago Taney é um lago localizado no cantão de Valais, na Suíça. A sua superfície é de 0,17 km² e encontra-se situado a 1.408 metros acima do nível do mar. Este lago pode ser alcançado a partir de Vouvry.